# Гетманенко, Иван Григорьевич
Иван Григорьевич Гетманенко (27 октября 1915, поселок Лозовая Екатеринославской губернии, теперь город Харьковской области — 11 марта 2003, город Харьков Харьковской области) — украинский советский деятель, 1-й секретарь Петровского и Сахновщинского райкомов КПУ Харьковской области. Депутат Верховного Совета УССР 7-го созыва. Герой Социалистического Труда (7.05.1948).

## Биография
Родился в семье рабочего-железнодорожника. Семилетнее образование получил в детской колонии имени III Интернационала в селе Светловщина Лозовского района Харьковщины. В 1933 году окончил зоотехнический техникум Липковатовский Харьковской области.
В сентябре — декабре 1933 года — участковый зоотехник Барвенковского района Харьковской области.
В январе 1934 — октябре 1941 года — старший зоотехник, главный зоотехник Близнюковского района Харьковской области.
Член ВКП(б) с 1940 года.
В 1941 — сентябре 1942 года — уполномоченный Близнюковского райисполкома по эвакуации колхоза «Красный труд»; зоотехник колхоза «Красный труд» в Красноярском районе Саратовской области РСФСР.
С сентября 1942 по сентябрь 1946 года — в Красной армии, участник Великой Отечественной войны. Окончил курсы политического состава Приволжского военного округа. С января по июнь 1943 года служил заместителем командира роты разведки по политической части 75-й добровольческой стрелковой бригады Калининского фронта. С июня по сентябрь 1943 года — заместитель командира стрелковой роты 225-го гвардейского стрелкового полка 10-й армии Западного фронта.
С сентября 1943 по сентябрь 1944 года — курсант Камышинского танкового училища. С сентября 1944 года — механик-водитель ИСУ-122 435-го гвардейского тяжелого самоходно-артиллерийского полка 8-го гвардейского танкового корпуса 2-го Белорусского фронта. После окончания войны служил в Группе советских оккупационных войск в Германии.
В сентябре 1946 — декабре 1948 года — заведующий Близнюковского районного отдела сельского хозяйства Харьковской области. В 1947 году обеспечил перевыполнение Близнюковским районом планового сбора урожая пшеницы на 31%.
В декабре 1948 — январе 1950 года — председатель исполнительного комитета Близнюковского районного совета депутатов трудящихся Харьковской области.
В январе 1950-1962 годах — 1-й секретарь Петровского районного комитета КПУ Харьковской области.
В 1962-1963 годах — парторг по Балаклейскому территориальном колхозно-совхозному управлению Харьковской области. В 1963-1965 годах — начальник Сахновщинского районного производственного колхозно-совхозного управления Харьковской области.
В январе 1965 — сентябре 1981 года — 1-й секретарь Сахновщинского районного комитета КПУ Харьковской области.
В сентябре 1981 — сентябре 1982 года — главный государственный инспектор Харьковской области по закупкам и качеству сельскохозяйственных продуктов.
В 1982 — июне 1987 года — старший инженер отдела кадров Харьковского областного управления хлебопродуктов.
С июня 1987 года — на пенсии в городе Харькове. Похоронен на Артемовском кладбище города Мерефы Харьковского района Харьковской области.

## Звание
- гвардии старший лейтенант

## Награды
- Герой Социалистического Труда (7.05.1948)
- два ордена Ленина (7.05.1948, 26.02.1958)
- два ордена Трудового Красного Знамени (31.12.1965, 27.08.1971)
- орден Отечественной войны i ст. (11.03.1985)
- орден Отечественной войны II ст. (3.06.1945)
- медаль «За трудовую доблесть» (8.12.1973)
- медали